# CRCT1
CRCT1 (англ. Cysteine rich C-terminal 1) – білок, який кодується однойменним геном, розташованим у людей на 1-й хромосомі. Довжина поліпептидного ланцюга білка становить 99 амінокислот, а молекулярна маса — 9 736.
| 10         |  | 20         |  | 30         |  | 40         |  | 50         |
| ---------- |  | ---------- |  | ---------- |  | ---------- |  | ---------- |
| MSSQQSAVSA |  | KGFSKGSSQG |  | PAPCPAPAPT |  | PAPASSSSCC |  | GSGRGCCGDS |
| GCCGSSSTSC |  | CCFPRRRRRQ |  | RSSGCCCCGG |  | GSQRSQRSNN |  | RSSGCCSGC  |

A: Аланін

C: Цистеїн

D: Аспарагінова кислота

F: Фенілаланін

G: Гліцин

K: Лізин

M: Метіонін

N: Аспарагін

P: Пролін

Q: Глутамін

R: Аргінін

S: Серин

T: Треонін